# Richard Boone (serie televisiva)
Richard Boone (The Richard Boone Show) è una serie televisiva statunitense in 25 episodi trasmessi per la prima volta nel corso di una sola stagione dal 1963 al 1964.
È una serie televisiva di tipo antologico in cui ogni episodio rappresenta una storia a sé. Gli episodi sono storie di genere drammatico e vengono presentati da Richard Boone, che recita altresì in circa la metà degli episodi. La serie vinse un Golden Globe mentre Boone ottenne una nomination agli Emmy Award.

## Interpreti
Tra gli attori che hanno interpretato a rotazione vari personaggi nel corso degli episodi: Harry Morgan, Jeanette Nolan, Lloyd Bochner, Warren Stevens, Laura Devon, Ford Rainey, Guy Stockwell, Bethel Leslie (nominato per un Emmy Award per la sua interpretazione nella serie), Robert Blake, Richard Boone, June Harding.

## Produzione
La serie fu prodotta da Classic Films, Mark Goodson-Bill Todman Productions e National Broadcasting Company e girata negli studios della Metro-Goldwyn-Mayer a Culver City in California. Il tema musicale, How Soon, fu composto da Henry Mancini.

### Registi
Tra i registi sono accreditati:
- Richard Boone in 5 episodi (1963-1964)
- Robert Gist in 5 episodi (1963-1964)
- Lamont Johnson in 4 episodi (1963-1964)
- Harry Morgan in 2 episodi (1964)

### Sceneggiatori
Tra gli sceneggiatori sono accreditati:
- William D. Gordon in 6 episodi (1963-1964)
- Joel Madison in 3 episodi (1963-1964)
- E. Jack Neuman in 3 episodi (1963-1964)
- Clifford Odets in 2 episodi (1963-1964)
- John Haase in 2 episodi (1963)
- Harry Julian Fink in 2 episodi (1964)

## Distribuzione
La serie fu trasmessa negli Stati Uniti dal 24 settembre 1963 al 31 marzo 1964 sulla rete televisiva NBC. In Italia è stata trasmessa con il titolo Richard Boone. L'episodio The Wall to Wall War fu distribuito in televisione in Europa come film a sé stante.

## Episodi
| Stagione       | Episodi | Prima TV USA |
| -------------- | ------- | ------------ |
| Prima stagione | 25      | 1963-1964    |